# 出光興産
出光興産株式会社（いでみつこうさん、英: Idemitsu Kosan Co., Ltd.）は、東京都千代田区大手町に本社を置く日本の企業。日経平均株価およびJPX日経インデックス400の構成銘柄の一つ。
1911年に出光佐三によって創業。石油精製・石油化学・電子材料の製造と販売、またEV用次世代電池の全固体電池の主要材料となる固体電解質の研究開発にも力を入れ数多くの特許を保有している。1949年に石油元売会社に指定された。
2019年4月1日に昭和シェル石油を経営統合により完全子会社化した後には、トレードネーム（通称）として「出光昭和シェル」を名乗っていた。2021年（令和3年）4月より、全国のサービスステーション（ガソリンスタンド、給油所）のブランド名を2023年（令和5年）までに「apollostation」（アポロステーション）へ統一するのに伴い、通称を「出光」に戻した。

## 概要
出光佐三が福岡県門司市（現・北九州市門司区）で日本石油（現・ENEOS）の潤滑油の特約店の「出光商会」として、1911年（明治44年）に創業した。1940年（昭和15年）には現法人が設立され、戦後高度経済成長の波に乗り石油の輸入・精製を手がける民族資本の元売大手として発展した。
2000年代前半まではサントリー（現・サントリーホールディングス）や竹中工務店、ロッテ（現・ロッテホールディングス）、ヤンマー（現・ヤンマーホールディングス）、小学館、矢崎総業、YKK、興和、佐藤製薬、大日本除虫菊などとともに“非上場の大企業”として知られていた。そのためか、長らくは資本金10億円という過小資本状態であった（もっとも、相対する負債も創業家及び創業家関係会社による劣後債務であるため実質的には過小資本ではなかった。）。時代背景から開かれた企業を目指すべく、2006年（平成18年）10月24日に東京証券取引所一部に上場した。なお、創業時より標榜していた「大家族主義」のもと、長年タイムカードや定年制が無かったことでも知られていたが、それらの慣習が上場に際しての障害となる可能性があったため上場に先立ち、一般的な企業と同様に勤務時間管理及び定年制を導入している。
企業のロゴマークは2種類存在し、燃油および自動車高級潤滑剤にはギリシャ神話のアポロンをイメージした「アポロマーク」が、工業用、船舶用の各種高級潤滑剤には同じくギリシャ神話のダプネーをイメージした「ダフニーマーク」が用いられている。かつては広く用いられていた「出光」の筆文字ロゴタイプ（通称・髭文字）は創業者の出光佐三の揮毫であり、同社の登録商標 である。ガソリンスタンドではローマ字の「IDEMITSU」表記が中心となっており、現在は国内では出光美術館のみで使用されている。「アポロマーク」の図柄は2006年及び2020年にマイナーチェンジされている。2020年には会社のブランドとしてのローマ字表記も小文字の「idemitsu」に同時に改められた。また、「ダフニーマーク」の使用も2023年10月のデザイン変更で取りやめられている。
昭和シェルとの統合後しばらくの間は、ガソリンスタンドは出光とシェルの両ブランドが併存していた。その後、2021年からブランド統一に着手する方針であることが日本経済新聞で報じられ、同年4月以降、順次「apollostation（アポロステーション）」に統一することを発表した。このため、日本市場で外資系の石油元売りが展開する有名ガソリンスタンドが消滅するとともに、長年にわたり親しまれた貝殻マークのシェルのガソリンスタンドが国内から姿を消すことになった。
主要関係会社としてアストモスエネルギー、出光タンカー、出光オイルアンドガス開発、出光エンジニアリング、アポロリンク、出光クレジットがある。サービスステーション運営の主要会社としては子会社の出光リテール販売、沖縄出光、そしてグループ企業ではないが、関係の深い宇佐美鉱油が挙げられる。
また、エス・ディー・エス バイオテックにて、人にも環境にも優しい農業を実践する場で注目を集めている「微生物農薬」（原料は、納豆菌の仲間をはじめとした人体に無害な微生物）を製造、販売している。
昭和シェル石油との経営統合以来、本社機能は帝劇本社・台場オフィス・JPタワーオフィスに分散されていたが、2020年（令和2年）12月21日、Otemachi One タワーに移転・集約した。

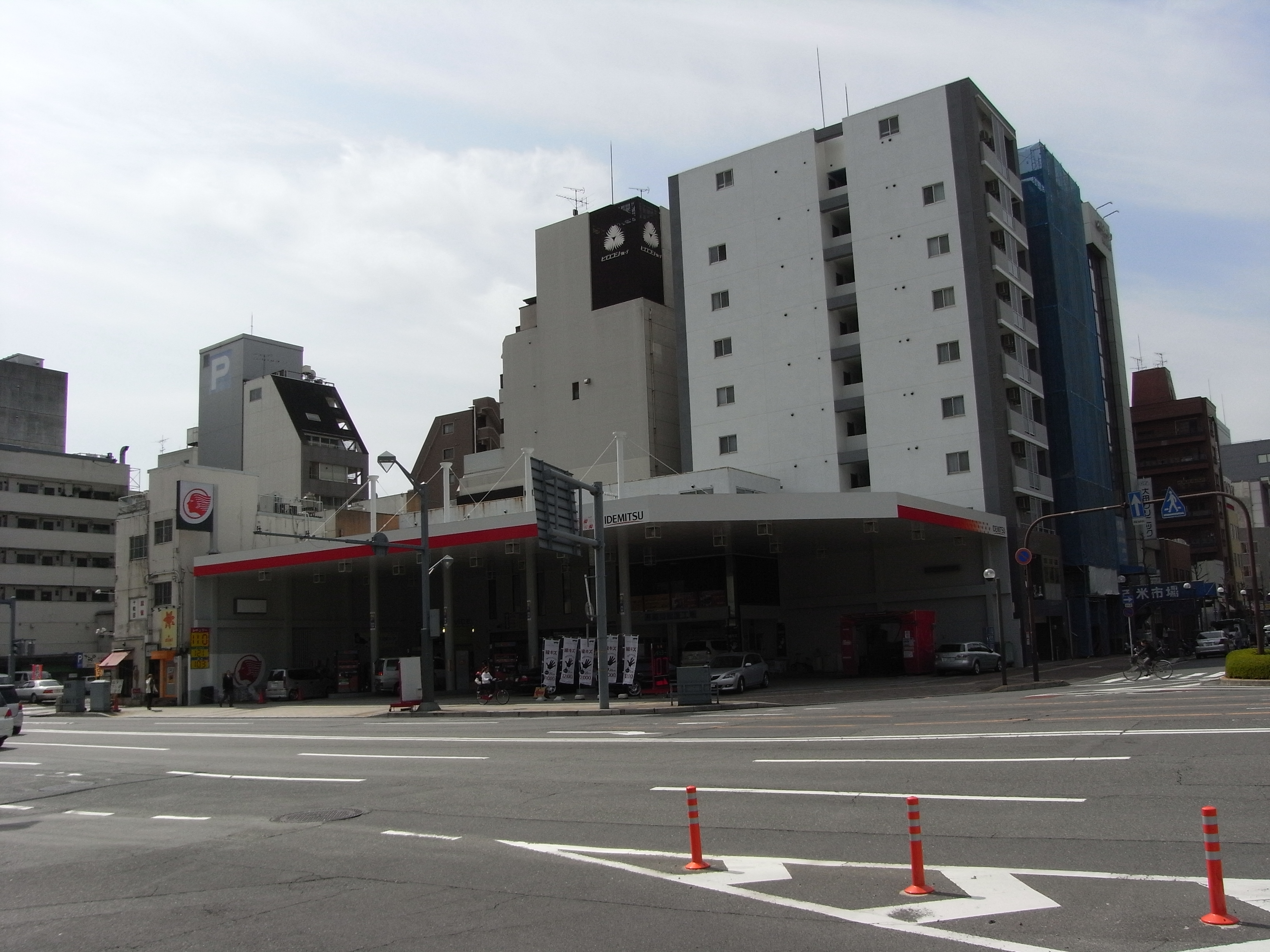
広島SS 2006年〜2019年のロゴ採用店舗例。
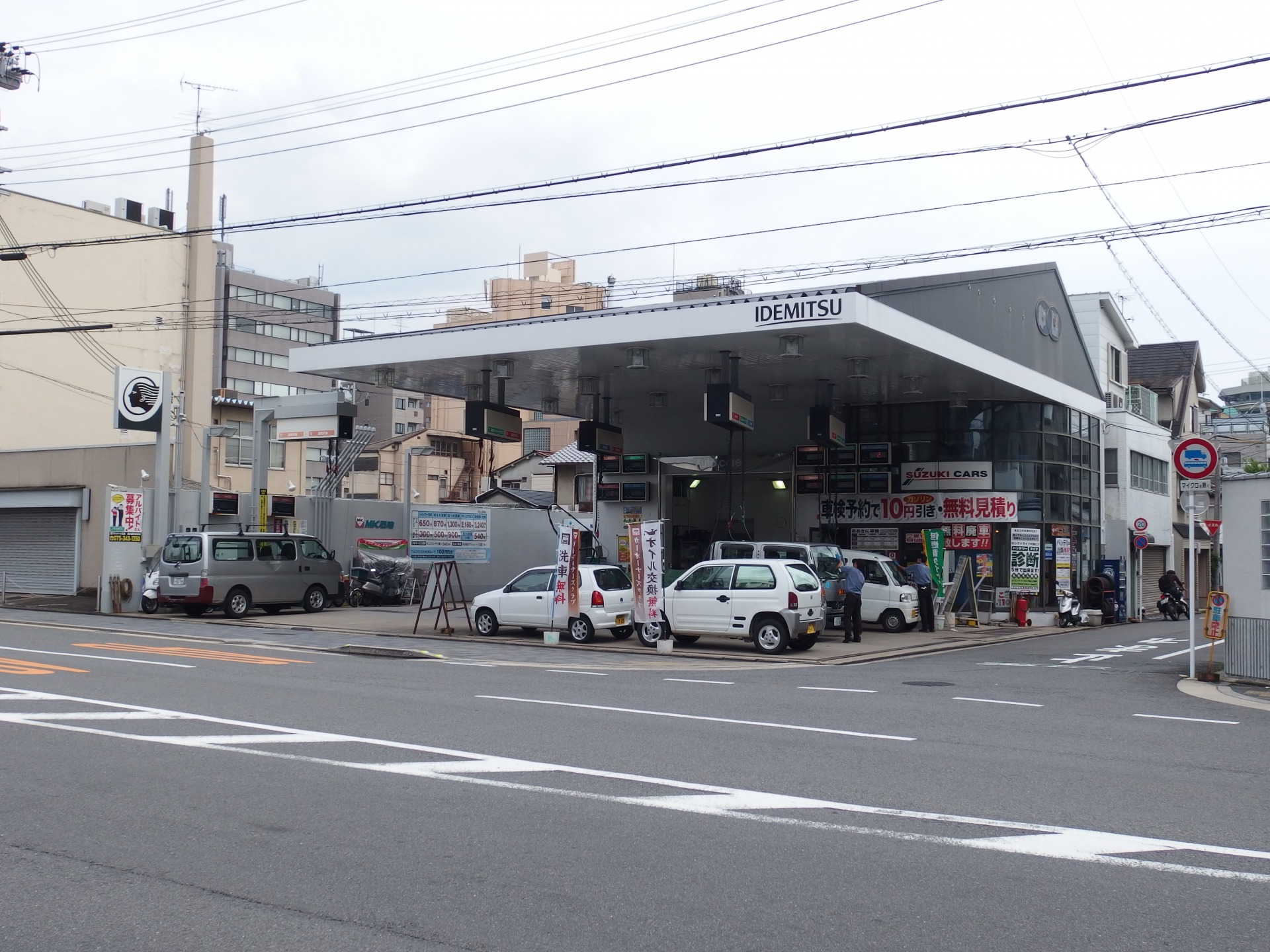
西本願寺前SS エムケイ石油。京都市内等景観条例がある地域のスタンドでは、画像のようにロゴマーク色が変更されている場合がある。 なお、このスタンドは2018年に閉鎖済みである。
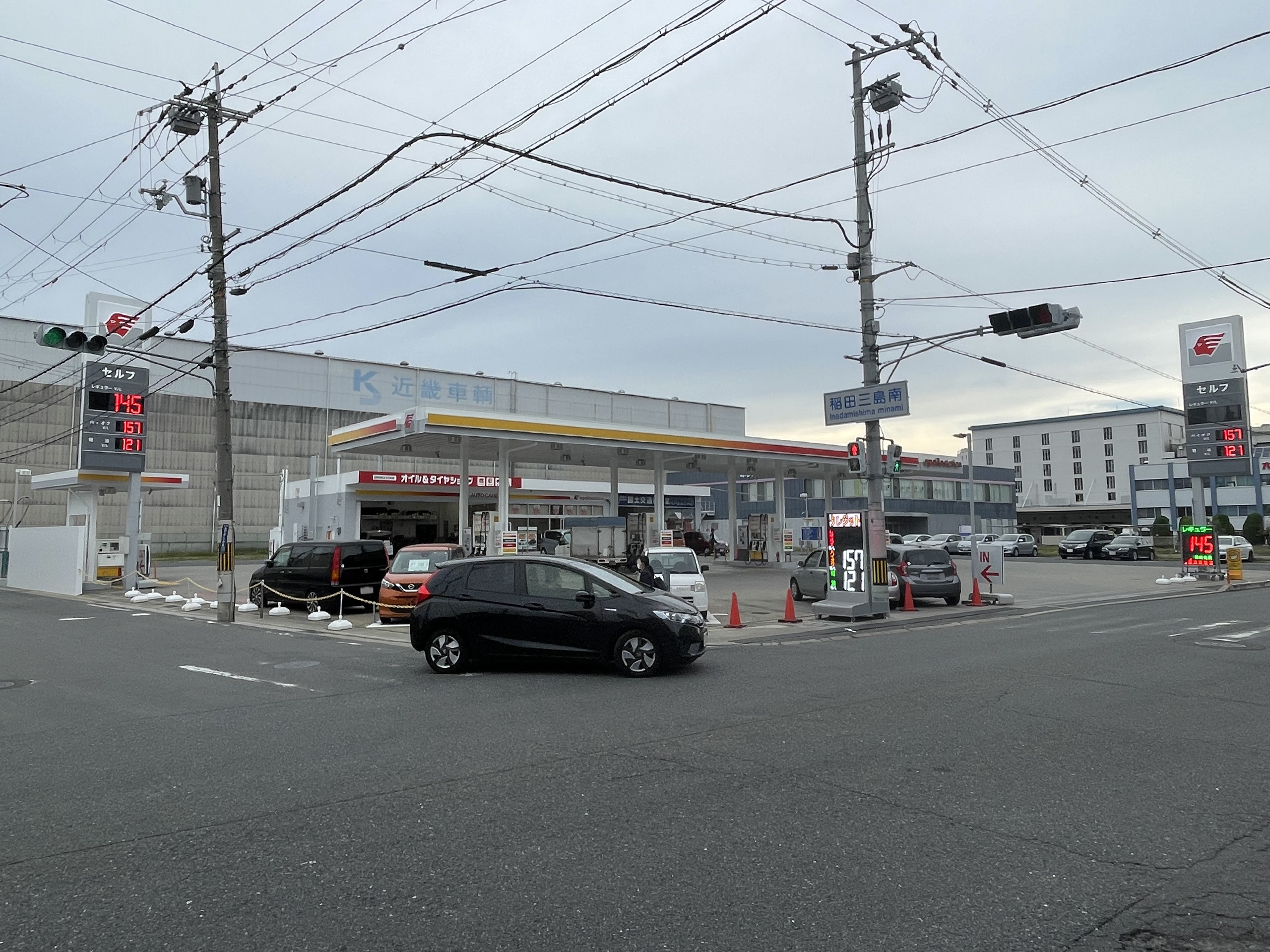
アポロステーション稲田東大阪SS ペトロスター関西。元昭和シェルSS。
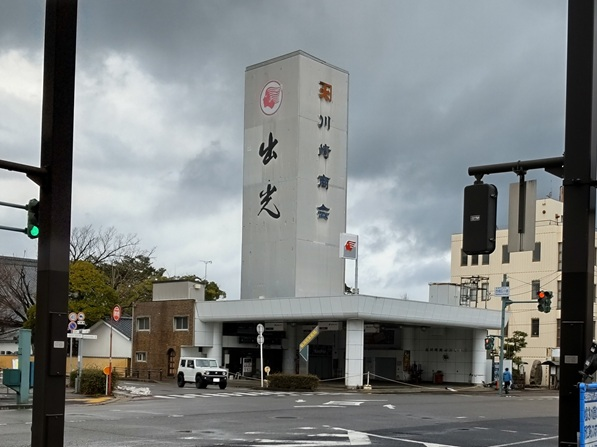
アポロステーション西堀SS 2006年までのロゴと筆文字ロゴタイプを継続使用したSS。2023年閉鎖。

## キャッチコピー
経営統合及びトレードネーム「出光昭和シェル」の使用開始後のキャッチコピーは「人は、無限のエネルギー」で、現在は「人と人がつながるエネルギー」を用いられている。
トレードネーム使用開始前は、「石油を大切に」・「MOTION」・「ほっと安心、もっと活力、きっと満足。出光の約束」・「ニッポンに、エネルギーを。」・「NEXT IDEMITSU!」を使用していた。
潤滑油製品には「The Heart of Technology」のブランドメッセージを使用。過去には乗用車・オートバイ向け潤滑油製品に「液体マシーン」のキャッチコピーを使用していた。

## 主要事業所

### 本社・支店
- 本社 - 東京都千代田区大手町1丁目2-1 Otemachi One タワー

本社機能集約前は下記の3か所に分散していた。
- 本社（帝劇本社） - 東京都千代田区丸の内3丁目1-1 国際ビルヂング
- 台場オフィス - 東京都港区台場2丁目3-2 台場フロンティアビル
- JPタワーオフィス - 東京都千代田区丸の内2丁目7-2 JPタワー28階

- 支店
  - 北海道支店 - 札幌市中央区北3条西4丁目
  - 東北支店 - 仙台市青葉区本町2丁目
  - 関東第一・第二支店 - 東京都中央区八丁堀3丁目
  - 中部支店 - 名古屋市中村区名駅3丁目
  - 関西支店 - 大阪市中央区南船場3丁目
  - 中国支店 - 広島市東区若草町
  - 四国営業所 - 香川県高松市番町1丁目
  - 九州支店 - 福岡市中央区天神3丁目

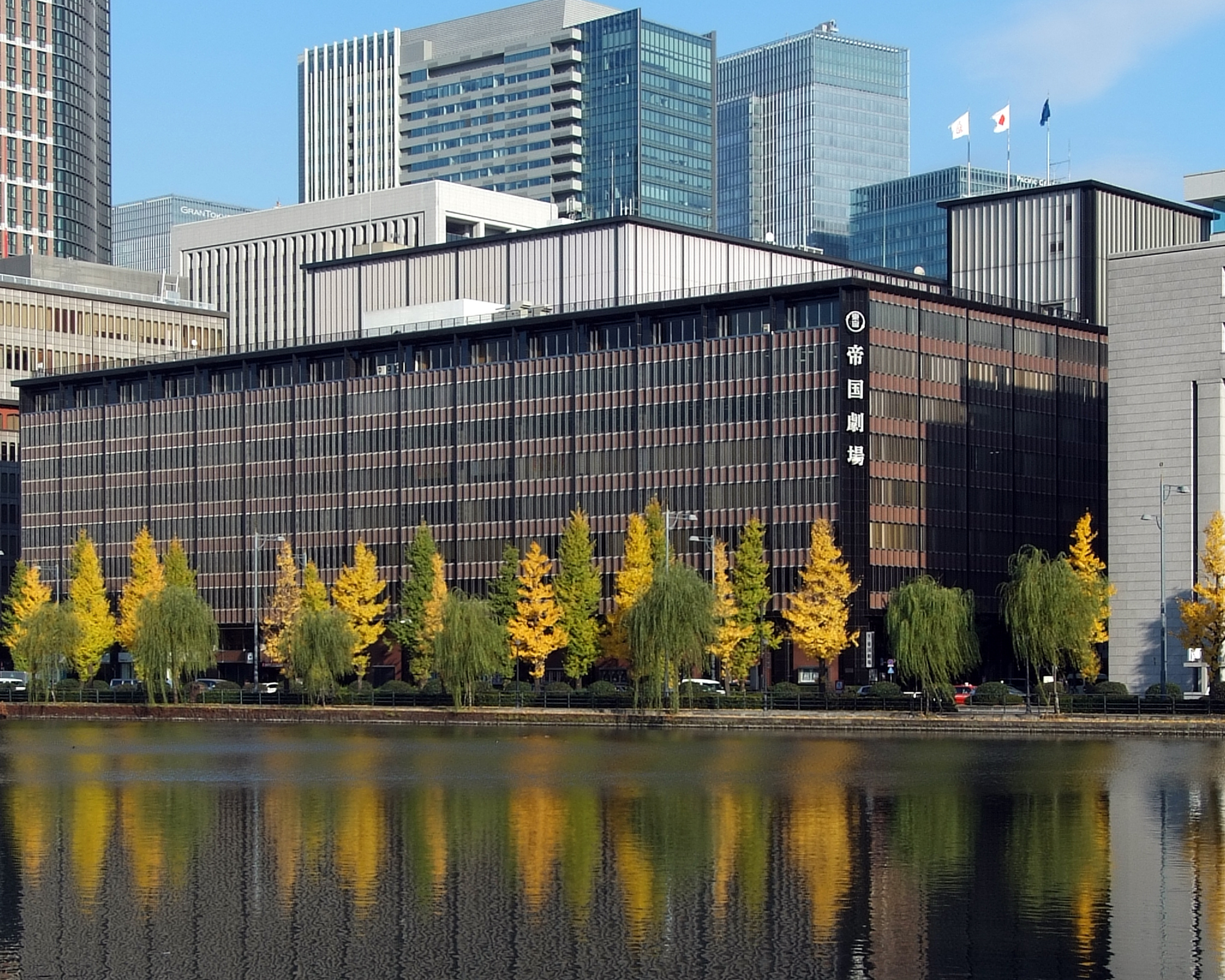
帝国劇場ビル （旧・帝劇本社）
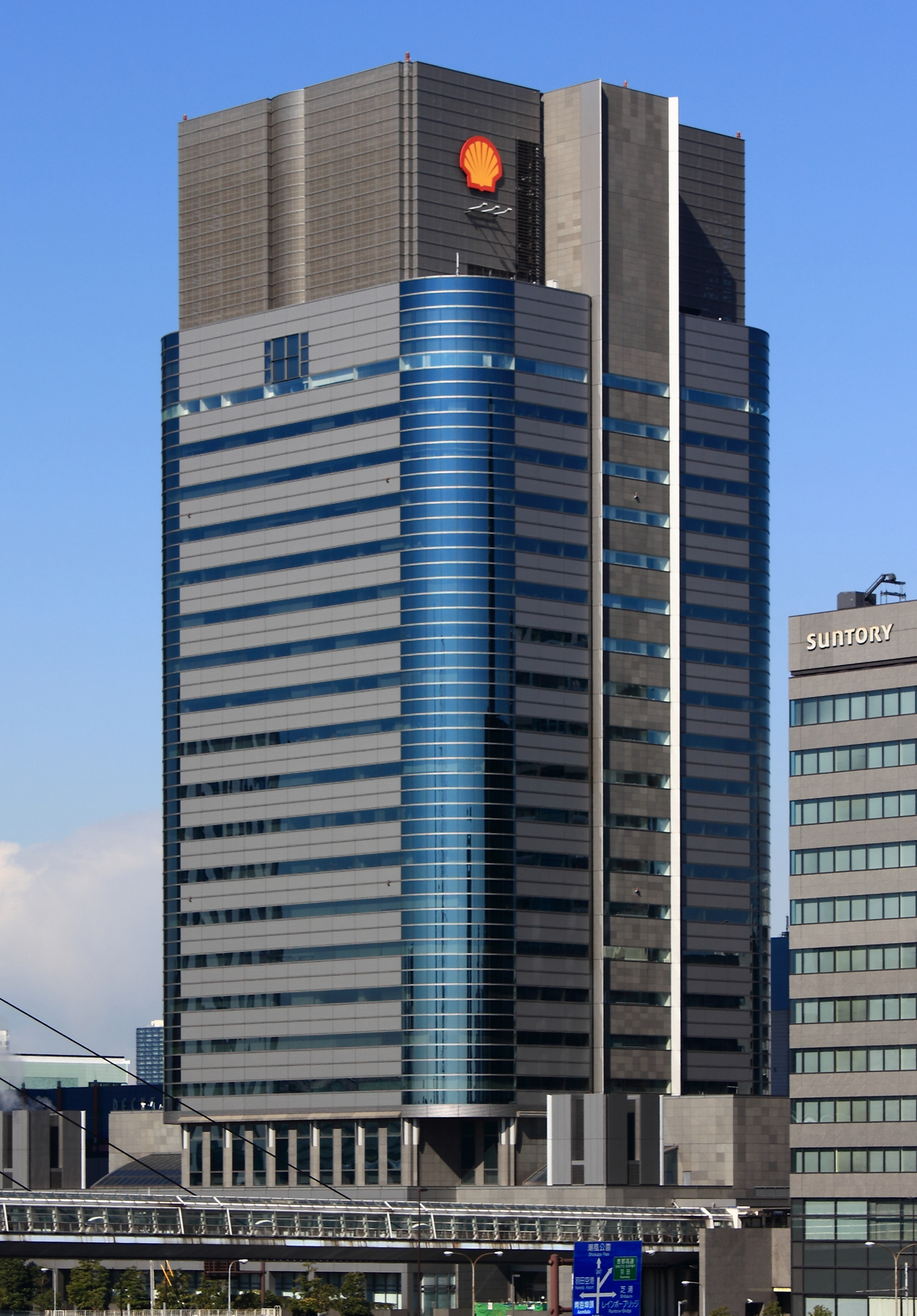
台場フロンティアビル （旧・台場オフィス）
JPタワー （旧・JPタワーオフィス）

### 製油所・工場
括弧内は1日当りの原油処理能力。
- 製油所

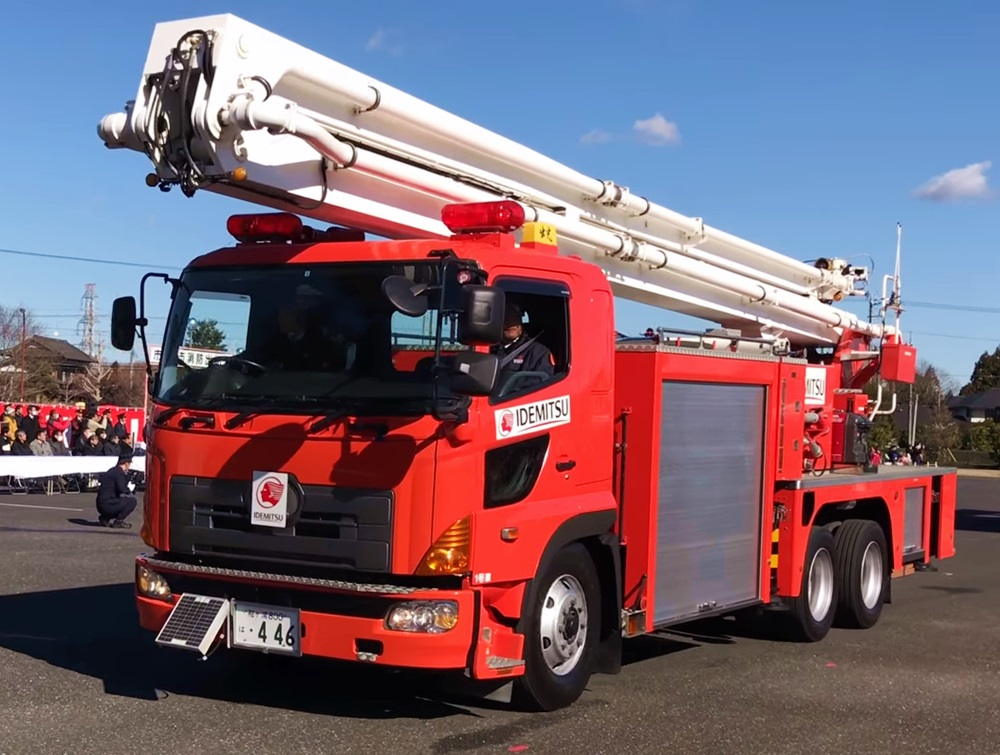
日野・プロフィア高所放水車
（出光興産 千葉事業所　自衛消防隊）

  - 北海道製油所 - 北海道苫小牧市真砂町（160,000バレル）
- 東亜石油京浜製油所（神奈川県川崎市川崎区）
  - 精製能力：6万5000バレル/日
- 昭和四日市石油四日市製油所（三重県四日市市）
  - 精製能力：21万バレル/日
- 西部石油山口製油所（山口県山陽小野田市）
  - 精製能力：12万バレル/日
- 工場
  - 千葉事業所 - 千葉県市原市姉崎海岸。（原油処理能力：190,000バレル/日）原油処理をはじめ、エチレン、ポリプロピレンなどの樹脂を生産。敷地内には機能材料研究所、生産技術センターが存在。
  - 愛知事業所 - 愛知県知多市南浜町および同市北浜町。南浜地区は旧・愛知製油所（175,000バレル/日）。北浜地区は2022年10月1日にENEOS知多製造所のパラキシレン製造装置をはじめとする石油化学製品製造設備を譲受したもの。
  - 徳山事業所 - 山口県周南市新宮町。旧・徳山製油所（2014年3月31日をもって原油処理機能を停止）。ナフサ、LPガスを原料に、エチレン、プロピレンをはじめ、パラキシレン、スチレンモノマーなど各種石油化学製品を生産。
  - 出光フォルモサ（IFSC）- 台湾雲林県麦寮郷。石油化学製品を生産。

### 太陽光発電所
- 門司発電所（2013年（平成25年）11月1日　営業運転開始）
- 姫路発電所（2014年（平成26年）3月4日　営業運転開始）

### 研究所
- 次世代技術研究所 - 千葉県袖ケ浦市上泉
- 機能材料研究所・営業研究所 - 千葉県市原市姉崎海岸
- 石炭・環境研究所 - 千葉県袖ケ浦市中袖

## 沿革
- 1911年（明治44年）6月20日 - 福岡県門司市（現在の北九州市門司区）にて「出光商会」として創業。
- 1938年（昭和13年）12月 - タンカー日章丸一世（1万4千重量トン）就航（1944年（昭和19年）2月戦没）。
- 1940年（昭和15年）3月30日 - 出光商会が出光興産株式会社を設立。
- 1947年（昭和22年）
  - 8月 - 石油配給公団の販売店に全国29店が指定され石油業に復帰。
  - 11月 - 出光興産が出光商会を合併。
- 1949年（昭和24年）4月1日 - 石油元売業者に指定。
- 1952年（昭和27年）5月 - アポロガソリン販売開始。
- 1953年（昭和28年）5月9日 - 日章丸事件が発生[注釈 6]。
- 1957年（昭和32年）3月17日 - 徳山製油所が操業開始。旧・海軍第3燃料廠跡地で、10か月の工期で完成。
- 1961年（昭和36年）5月1日 - 中部電力・三菱商事などと共同で、東邦石油株式会社を設立。
- 1962年（昭和37年）10月7日 - 当時世界最大の13万9千重量トンタンカー「日章丸三世」を建造。
- 1963年（昭和38年）
  - 1月31日 - 千葉製油所が操業開始[24]。
  - 11月12日 - 生産調整に反対し、石油連盟を脱退。
- 1964年（昭和39年）
  - 9月 - 石油化学部門を分離し、出光石油化学を設立。
  - 10月 - 出光石油化学徳山工場が竣工。
- 1965年（昭和40年）1月 - 自動車用潤滑油「アポロイル」シリーズ販売開始。
- 1966年（昭和41年）
  - 10月1日 - 石油連盟に復帰。
  - 12月 - 世界初の20万トン級VLCC（超大型タンカー）「出光丸」（20万9千重量トン）を就航。建造を担当したのは石川島播磨重工業横浜工場（現・ジャパン マリンユナイテッド磯子工場）[注釈 7]。
- 1967年（昭和42年）
  - 9月 - 千葉製油所に世界初の重油直接脱硫装置を竣工。
  - 11月 - ハイオクガソリン「出光100ガソリン」発売[注釈 8]。
- 1970年（昭和45年）11月21日 - 兵庫製油所が操業開始。
- 1972年（昭和47年）6月 - 沖縄石油精製（現・沖縄出光）に資本参加。
- 1973年（昭和48年）
  - 7月7日 - 出光石油化学徳山工場にてエチレン装置アセチレン水添塔爆発炎上。社員1名死亡[25]。
  - 10月1日 - 北海道製油所が操業開始。
- 1975年（昭和50年）
  - 2月 - 出光石油化学千葉工場が竣工。
  - 10月1日 - 愛知製油所が操業開始[26]。以降日本では製油所が建設されておらず、最も新しい製油所である。
- 1976年（昭和51年）7月 - 日本初の海底油田、阿賀沖油ガス田の生産開始。
- 1983年（昭和58年）9月1日 - 無鉛ハイオクガソリン「出光無鉛金アポロガソリン」発売。
- 1984年（昭和59年）10月 - 当時の日本最大の海底油田、阿賀沖北油田の生産開始（1993年に生産終了）。
- 1986年（昭和61年）
  - 4月 - クレジットカード部門を分社化、出光クレジットを設立。「出光カード」発行開始[27]。
  - 7月1日 - アルキレート配合のハイオクガソリン「出光NEW金アポロガソリン」発売。
- 1987年（昭和62年）
  - 5月7日 - 愛知製油所に日本初の重油流動接触分解装置竣工。
  - 6月20日 - 「出光100ガソリン」（愛称・アポロ100）が無鉛ハイオクで再度発売[注釈 9]。
- 1993年（平成5年）12月1日 - 環境対応ガソリン「出光ゼアス[注釈 10]」・「出光スーパーゼアス」発売[注釈 11][注釈 12]。
- 1994年（平成6年）10月 - 北海道製油所に日本初の重質軽油水素化分解装置竣工。
- 1995年（平成7年） - 日本初のダブルハル（二重殻）VLCCタンカー「スーパーゼアス」建造。
- 1996年（平成8年）
  - 3月 - 「ゼアス」シリーズがガソリンで初めてエコマーク商品に認定。
  - 10月 - 自動車用新潤滑油「出光ゼプロ」シリーズ発売。
- 1997年（平成9年） - 「ゼアス」シリーズが長野オリンピックの公式ガソリンとなる。
- 1998年（平成10年）
  - 資源枯渇を理由に阿賀沖油ガス田の生産終了。
  - 2月 - 全製油所・工場で「ISO14001」の認証を取得。
- 2000年（平成12年） - CVTトラクションオイルの実用化に成功。
- 2003年（平成15年）
  - 4月4日 - 兵庫製油所閉鎖。
  - 7月 - クレディセゾンと出光クレジットの合弁会社化で合意[27]。
  - 9月 - 十勝沖地震で被災した北海道製油所にてナフサタンク火災[注釈 13]。
  - 10月 - 出光クレジットにクレディセゾンが出資[27]。
- 2004年（平成16年）
  - 4月「出光カードまいどプラス」発行開始[27]。
  - 8月1日 - 出光石油化学を吸収合併[28]。
- 2005年（平成17年）
  - 1月 - サルファーフリーガソリン販売開始。
  - 10月 - 第三者割当増資を実施。その際、出光佐三の弟・出光弘が創業した「新出光」が出資し、初めて両社に資本関係が生じる。
- 2006年（平成18年）
  - 3月 - 社名ロゴが明朝体から変更。また、アポロマークの図柄をマイナーチェンジ。旧図柄は耳の部分が「いでみつ」「こうさん」「さぞう」の3つから「3」であったが改められた。アポロマークを囲っていた円も、普通の円からやや右に倒れた楕円形となった[注釈 14]。
  - 4月1日 - LPガス部門の出光ガスアンドライフと三菱液化ガスが合併し、アストモスエネルギーが発足。
  - 10月24日 - 東証一部に上場。上場に伴い、創業家は経営から完全に撤退し、かつ関与しない体制が確立。
- 2007年（平成19年）4月19日 - 有機EL材料を製造する御前崎製造所が操業開始。上場会社にふさわしい強靭な体制を目指し、急ピッチな組織再編を推進。
- 2009年（平成21年）
  - 7月1日 - 販売会社16社を統合し、出光リテール販売が設立される。
  - 9月29日 - 創業100周年事業の一環として福岡県北九州市門司区東本町に会社発祥の地を伝える記念碑を建設[29]。
- 2011年（平成23年）
  - 6月20日 - 創業100周年。
  - 6月 - 創業100周年記念として、長年出光バッテリーとして愛された“出光スーパーダイハード”（GSユアサ製）から、パナソニックストレージバッテリーからのOEM商品“ZAXIA”に変更、販売開始。
    - 2016年にパナソニックからGSユアサにパナソニックストレージバッテリーの株式が売却され、商号がGSユアサエナジーに変更されたことに伴い、パナソニックの系譜を持つ商品のままでありながら供給元の資本が回帰した。

  - 9月5日 - 米国での潤滑油生産能力を1.5倍に増強し、2013年末までに年間生産能力を10万キロリットルにすると発表。総投資額は約15億円。
- 2013年（平成25年）11月1日 - 同社初の太陽光発電所（メガソーラー）の門司発電所を営業運転開始[30][31]。
- 2014年（平成26年）
  - 3月4日 - 門司発電所に続く太陽光発電所（メガソーラー）、姫路発電所の営業運転開始[32]。
  - 3月14日 - 徳山製油所の原油の精製を終了（製油所の名称廃止は31日）[注釈 15]。
  - 11月 - 北海道製油所が緑化優良工場として経済産業大臣賞を受賞[34]。
- 2015年（平成27年）7月30日 - ロイヤル・ダッチ・シェル（現・シェル）から昭和シェル石油株式の33.3%を1691億円で取得し、筆頭株主となることを発表[35][36][37]。
- 2016年（平成28年）
  - 1月5日 - 出光フォルモサ（台湾）を設立。8月29日工場が竣工。
  - 12月19日 - ロイヤル・ダッチ・シェルから昭和シェル石油株式の31.3%を取得し、筆頭株主となる[38]。当初予定の33.3%から引き下げたのは、出光興産の創業家が昭和シェル石油の株式を取得したことにより[39]、株式公開買付けの規制に抵触する恐れがあるため。
- 2017年（平成29年）
  - 4月 - 2017年（平成29年）4月までに昭和シェル石油との統合を目指していたが、創業家から合併に反対され延期。
  - 7月3日 - 国内外で公募による増資を実施し約1,400億円を調達すると発表。発行済み株式の約3割にあたる4,800万株の発行となるため、合併阻止に動く創業家の持ち株比率を三分の一より下回らせ、合併を単独で否決できないようにする効果があった。
    - 7月4日 - 公募増資の発表を受け、創業家は東京地方裁判所に対し株式発行の差し止めの仮処分を申請。
    - 7月18日 - 創業家の仮処分申請に対し東京地裁（大竹昭彦裁判長）は、申し立てを却下する旨の決定を下す。
    - 7月19日 - 東京地裁の決定に対し創業家は東京高等裁判所に即時抗告を申し立てたが、東京高裁は即時抗告を棄却する決定を下す。

  - 7月20日 - 増資完了。
- 2018年（平成30年）
  - 4月 - 合併に先行して出光と昭和シェルの主要事業を事実上統合。両社から約300人が参加して新組織を立ち上げる。
  - 7月10日 - 昭和シェルと経営統合に関する合意書を締結[40]。創業家との間にも合意書を締結[41]。また、自己株式の取得も発表[42]。
  - 10月16日 - 昭和シェル石油とともに、2019年（平成31年）4月1日付で経営統合を行うことを発表。同時に株式交換により昭和シェル石油を完全子会社化することを発表[43]。
- 2019年（平成31年・令和元年）
  - 4月1日
    - 昭和シェル石油と経営統合を実施。同時に株式交換により昭和シェルを完全子会社化[43]。
    - 日本語の公式サイトのドメインを「idemitsu.co.jp」から「idss.co.jp」に変更。

  - 7月1日 - 昭和シェル石油の事業を統合[44]。
  - 9月5日 - 出光フォルモサで樹脂の生産を開始。
- 2020年（令和2年）
  - 3月9日 - シェル・インターナショナルとシェルブランド潤滑油事業の譲渡に関する協議を開始[45]。
  - 4月1日 - 昭和シェル石油と同社従業員との間の雇用契約に関する権利義務を承継[46]。
  - 6月19日 - サービスステーション（系列給油所）のブランド名を2021年（令和3年）4月より「apollostation（アポロステーション）」へ刷新・統一すると発表[11][47]。
  - 7月 -
    - コーポレートブランドのアポロマークを14年ぶりに刷新、囲っていた円の部分が削除される[11]。阪神甲子園球場両ベンチ屋根上の広告から採用され、同年8月からはテレビCMの一部、提供スポンサー表示も「出光昭和シェル」から「（新アポロマーク）idemitsu」、読み上げも「出光興産」または「出光」に変更。さらに同年9月からは公式サイト上の体裁[注釈 16] も変更され、公式サイト上での「出光昭和シェル」の表示は会社情報等を除くとシェルブランドに関わるもののみ[注釈 17]になった。
    - 非接触決済ツール「DrivePay」サービス開始[48]。この時点ではDrivePayと昭和シェル石油で利用可能なShell EasyPayとの相互乗り入れは行われない。

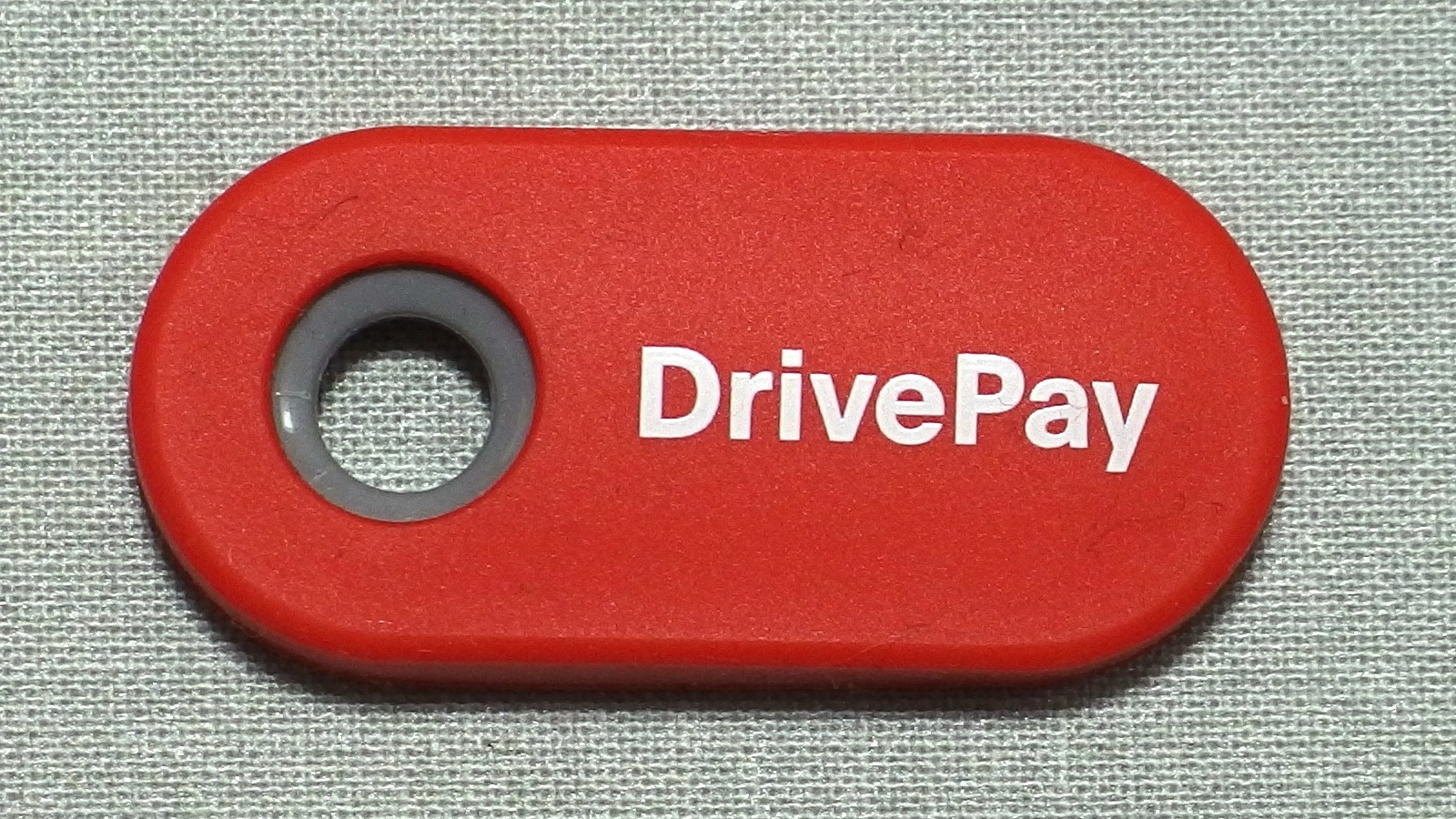
DrivePay

- - 7月3日 - 昭和シェル石油がRSエナジーに商号変更[49]。
  - 8月6日 - シェルルブリカンツジャパンのシェル・オーバーシーズへの株式譲渡契約を締結[50]。
  - 10月1日 - 自動車関連商品や店舗備品を取り扱う子会社を統合。旧出光系列のアポロリテイリング株式会社と旧昭和シェル系列の株式会社ライジングサンが合併、アポロリンク株式会社となる[51]。同時にライジングサンの保険事業を出光保険サービス株式会社に移管[52]。
  - 11月24日 - 「apollostation」のサービスや店舗デザインなどの詳細を発表[9][10][12][注釈 18]。従来の「出光」「昭和シェル」両ブランドを「apollostation」に統合し、旧系列の会員カードの相互利用を可能にする一方で、「出光カードまいどプラス」をリニューアルした新会員カード「apollostation card」の会員募集も開始する[12]。共通ポイントに関しても出光の楽天ポイント、昭和シェルのPontaがそれぞれのSS（一部SSを除く）及び「apollostation」SSで使用可能になる[53][54][注釈 19]。エンジンオイルも出光ブランドSSで取り扱われる「ゼプロ」を「apollostation oil」にリブランドし、シェルブランドSSで取り扱われるエンジンオイルは店舗ブランド切り替えをもって従前の「HELIX」[注釈 20]から「apollostation oil」に切り替えとなる[10][注釈 21]。
  - 12月21日 - 本社機能をOtemachi One タワーに集約移転[21]。
  - 12月30日 -
    - シェルルブリカンツジャパンの株式をシェル・オーバーシーズに譲渡[57]。
    - 千葉事業所における1,4-ブタンジオール（BDO）の生産を終了、その後同製品を製造・販売するBASF出光のBASFとの合弁契約を解消し、BDO事業より撤退[58]。
- 2021年（令和3年）
  - 3月1日 - アポロリンク株式会社が出光興産の旧帝劇本社に移転[23]。
  - 3月3日 - 日本語の公式サイトのドメインを英語版と同じ「idemitsu.com」に統合し、日本語版と英語版はディレクトリ（それぞれjpとen）で区別するように変更。
  - 4月
    - 「apollostation」の展開を開始。2023年（令和5年）までにサービスステーションのブランド統一を完了予定[9][10]。それに連動し、ブランド切替時をもって、ガソリン・軽油・灯油の名称を「出光スーパーゼアス」・「出光ゼアス」・「出光軽油」・「出光灯油」から「apollostation（ハイオク・レギュラー・軽油・灯油）」に切り替える。シェルブランドSSで取り扱われるハイオクガソリンも「shell V-power」・「shell premium」から「apollostation ハイオク」に切り替える。
    - 「apollostation card」発行開始[27]。
    - DrivePayとEasyPayの相互乗り入れを開始[59]。
    - 出光興産とライオンの合弁企業である出光ライオンコンポジットの合弁契約を解消し、完全子会社化[60]。

  - 7月1日 - 出光ライオンコンポジットの商号を出光ファインコンポジットへ変更[61]。
  - 7月30日 - 新プライベートブランド「ZERIOUS」（ゼリオズ）を発表[62][63]。
  - 8月2日 - エス・ディー・エス バイオテックを完全子会社化[64]。
  - 10月1日 - ともに燃料油・潤滑油製品を販売する子会社のリーフエナジー株式会社（旧昭和シェル系列）とエスアイエナジー株式会社（旧出光系列）を合併、出光エナジーソリューションズ株式会社を設立[65]。
- 2022年（令和4年）
  - 4月1日 - 旧昭和シェルから引き継いだ平面作品の公募展「シェル美術賞」を「Idemitsu Art Award」に改称[66]。
  - 10月1日 - ENEOSから同社知多事業所の石油化学製品製造設備を譲受し、愛知製油所を愛知事業所に改称[67]。
  - 12月15日 - 東亜石油を完全子会社化。
- 2023年（令和5年）
  - 4月1日 - 出光リテール販売が中央シェル石油販売を吸収合併[68]。
  - 12月 - サービスステーションのブランド統一が完了[69]。
- 2024年（令和6年）
  - 2月19日 - 共通ポイントとして、従来の楽天ポイント、Pontaに加えてdポイントも使用可能となった[70][注釈 22]。
- 2025年（令和7年）
  - 1月31日 - アグロ カネショウを完全子会社化[72]。
  - 4月1日 - 一部店舗を除いて、給油等のお支払いに、au PAY、楽天ペイ、PayPayが利用可能となった。
  - 7月1日 - 完全子会社であるRSエナジー（旧 昭和シェル石油）に対して吸収合併を実施。出光興産は吸収存続会社である。

## 歴代社長
- 初代：出光佐三（1940年 - 1966年）
- 2代：出光計助（1966年 - 1972年）※佐三の弟
- 3代：石田正実（1972年 - 1977年）
- 4代：大和勝　（1977年 - 1981年）※佐三の姉キクの子
- 5代：出光昭介（1981年 - 1993年）※佐三の長男
- 6代：出光裕治（1993年 - 1998年）※佐三の兄雄平の子
- 7代：出光昭　（1998年 - 2002年）※佐三の弟計助の子
- 8代：天坊昭彦（2002年 - 2009年）
- 9代：中野和久（2009年 - 2013年）
- 10代：月岡隆 （2013年 - 2018年）
- 11代：木藤俊一（2018年 - ）

## 関連会社
出光興産グループは2019年（令和元年）4月1日現在、子会社94社および関連会社48社で構成されている。

### 日本国内
全て株式会社である。
| 会社名                              | 本社所在地     | 主な事業内容                             |
| ----------------------------------- | -------------- | ---------------------------------------- |
| 出光エンジニアリング                | 千葉市美浜区   | 工場設備の設計・建設・保全               |
| 出光タンカー                        | 東京都千代田区 | 原油・石油製品の海上輸送                 |
| 出光リテール販売                    | 東京都中央区   | 石油製品の販売                           |
| 出光大分地熱                        | 東京都千代田区 | 地熱エネルギー資源の開発                 |
| RSエナジー （旧称：昭和シェル石油） | 東京都千代田区 | 石油製品・精製の販売                     |
| 昭和四日市石油                      | 三重県四日市市 | 石油製品の精製                           |
| 西部石油                            | 東京都千代田区 | 石油製品の精製                           |
| ペトロスター関西                    | 兵庫県芦屋市   | 石油製品の販売                           |
| 出光エナジーソリューションズ        | 東京都新宿区   | 石油製品の販売                           |
| 沖縄出光                            | 沖縄県那覇市   | 石油製品の販売                           |
| 東亜石油                            | 神奈川県川崎市 | 石油製品の精製                           |
| 出光スーパーバイジング              | 東京都千代田区 | 石油製品の販売                           |
| 北海道石油共同備蓄                  | 東京都新宿区   | 原油の貯蔵・受払い                       |
| アストモスエネルギー                | 東京都千代田区 | 液化石油ガスの輸入・販売                 |
| 出光ユニテック                      | 東京都港区     | プラスチック製品の製造・販売             |
| プライムポリマー                    | 東京都港区     | ポリエチレン・ポリプロピレンの製造・販売 |
| PSジャパン                          | 東京都文京区   | ポリスチレンの製造・販売                 |
| アポロリンク                        | 東京都千代田区 | カー用品の輸入・販売                     |
| エス・ディー・エス バイオテック     | 東京都中央区   | 農薬の製造・輸入・販売                   |
| 出光クレジット                      | 東京都墨田区   | クレジットカード業務                     |
| 出光保険サービス                    | 東京都港区     | 保険代理店の運営                         |

- 昭和シェル船舶
- 平和汽船
- ペトロスター関西
- シェル石油大阪発売所
- 上燃
- 中川石油
- 永瀬石油
- 大野石油
- 気仙沼商会
- オクヒラ
- 岩本商店
- 壇上石油
- 植松エネルギー
- ジャパンオイルネットワーク
- ジェイ・エル・エス
- 丸紅エネルギー
- 新潟石油共同備蓄
- 川崎商会[注釈 28]
- 北海道石油共同備蓄
- 大分液化ガス共同備蓄
- 昭石海外石油開発
- 昭石エンジニアリング
- 日本グリース
- 瀝青化学
- ソーラーフロンティア（旧・昭和シェルソーラー）
- 昭石化工
- 鹿島液化ガス共同備蓄
- 京都スカイパーキング
- クレコ
- オンサイトパワー
- 扇島パワー
- 若松ガス
- 関東礦油
- TSアロマテックス
- エネサンスホールディングス - 住友商事およびコスモエネルギーホールディングスとのLPG合弁事業（小売）
- ダイヤ昭石
- シェル徳発
- 豊通石油販売
- ジクシス - 住友商事・コスモエネルギーホールディングスとのLPG合弁事業（元売）

### 日本国外
| 国籍             | 会社名                                  | 主な事業内容                     |
| ---------------- | --------------------------------------- | -------------------------------- |
| 中国             | 出光潤滑油（中国）有限公司              | 潤滑油の製造・販売               |
| シンガポール     | Idemitsu International (Asia) Pte.Ltd.  | 原油・石油製品の売買             |
| シンガポール     | Idemitsu Lube (Singapore) Pte.Ltd.      | 潤滑油の製造・販売               |
| タイ             | Apollo (Thailnd) Co., Ltd.              | 潤滑油の製造・販売               |
| アメリカ合衆国   | Idemitsu Apollo Corporation             | 原油・石油製品の売買             |
| アメリカ合衆国   | Idemitsu Lubricants America Corporation | 潤滑油の製造・販売               |
| 香港             | Idemitsu Chemicals (Hong Kong)Co.,Ltd.  | 機能性樹脂の仕入・販売           |
| マレーシア       | Idemitsu SM (Malaysia) Sdn.Bhd.         | スチレンモノマーの製造・販売     |
| マレーシア       | Petrochemicals (Malaysia) Sdn.Bhd.      | ポリスチレンの製造・販売         |
| 中華民国（台湾） | 台化出光石油化学股份有限公司            | ポリカーボネートの販売           |
| ノルウェー       | Idemitsu Petroleum Norge AS             | 石油の探鉱・開発                 |
| オーストラリア   | Idemitsu Australia Resources Pty Ltd    | 石炭の探鉱・開発・販売           |
| カナダ           | Idemitsu Canada Resources Ltd.          | ウランの探鉱・開発               |
| インドネシア     | P.T. Idemitsu Lube Tecno Indonesia      | 潤滑油の製造・販売               |
| ベトナム         | 出光Q8ペトロリアム                      | 給油所運営など燃料油の製造・販売 |

## 販促品

### CD
- IDEMITSU MOTIONシリーズ
  - 洋楽コンピレーションCD
- mydoカードの正しい使い方ご案内CD/CD選書インフォメーションCD（1993年、制作：ソニー・ミュージックエンタテインメント）
  - 規格番号はTDDD-90086。

1. mydoカードインフォメーション
2. mydo SALSA（歌：mydo Boys）
3. 夢先案内人（歌：山口百恵）
4. Sweet Memories（New Version）（歌：松田聖子、アルバム『Sweet Memories'93』収録の音源）

- これが出光のまいどCDだ。（1994年、制作：ポニーキャニオン）
- ウルトラまいどCD（1995年、制作：ポニーキャニオン）

## テレビ番組
- 日経スペシャル ガイアの夜明け 有機野菜を身近に～食の安全に挑む新ビジネス～（2008年2月19日、テレビ東京）[19] - 微生物農薬を取材。
- 日経スペシャル カンブリア宮殿 "脱・石油"資源小国ニッポンの未来（2009年5月11日、テレビ東京）[74]

## CM・スポンサー番組

### テレビCM出演者
| 経営統合後（2019年4月から） - 長澤まさみ - 玉城ティナ - SixTONES - CMソング提供 - milet - CMソング提供 - 原菜乃華 - Aimer - CMソング提供 経営統合前（2019年3月まで） - 早見優 - 原真祐美 - 山下真司 - とんねるず - 村野武範 - 辰巳琢郎 - 岡本夏生 - 髙田万由子 - ウルトラマン - ウルトラマンゼアス - ウルトラ出光人 - ウルトラ怪獣（カネゴン他） | - 北川弘美 - 田中麗奈 - 高野志穂 - 菅野美穂 - 相島一之 - 村松利史 - 似内千穂 - 八幡朋昭 - 出光興産に勤務していた従業員（主に企業CM） |

### 企業CM
- 2012年（平成24年）4月からは、エンドカットを白地に「ほっと安心、もっと活力、きっと満足。出光」と書いたものに統一し、ウルトラ出光人が登場しなくなった。
- 2013年（平成25年）3月からは、「ほっと安心、もっと活力、きっと満足。」を省略し「ニッポンに、エネルギーを。」のキャッチコピーを使用したCMシリーズが放映されていた。
- 2018年（平成30年）8月からは、「NEXT IDEMITSU!」のキャッチコピーを使用したCMシリーズも放映されていた。
- 2021年（令和3年）1月からは、「人と人がつながるエネルギー」のキャッチコピーを使用したCMシリーズを放映している。

### 提供番組

#### 現在
公式サイトの提供番組一覧 を参照。

太字●は出光興産単独提供番組
- 題名のない音楽会● （テレビ朝日系列24局（遅れネットを含めると計29局）、BS朝日）
- 探究の階段● （テレビ東京、BSテレ東）
- 新・情報7daysニュースキャスター（TBS系列28局）※同業者のENEOSも別パートで2023年9月までスポンサー。
- ホンマでっか!?TV（フジテレビ）※2024年10月から開始。[注釈 30]
- 乃木坂工事中（テレビ愛知・テレビ東京系列6局）
- そこ曲がったら、櫻坂?（テレビ東京）
- 日向坂で会いましょう（テレビ東京）
- 別府大分毎日マラソン（RKB・OBS共同制作、TBS系列28局）
- KRYさわやかモーニング（山口放送）
- オールナイトニッポン 火曜・木曜・土曜日担当（ニッポン放送）
- マヂカルラブリーのオールナイトニッポン0(ZERO)（ニッポン放送）
- NRNナイター（ニッポン放送・NRN系列） ※LFのほかにも、STV・tbc・SF・ABC・RCC・KRY・KBCのラジオCMで流れる。
- うどうのらじお（ニッポン放送）
- イチモニ!（北海道テレビ）月曜のみ
- ラジオ・チャリティー・ミュージックソン（ニッポン放送・NRN系列11局ネット） ※年に1回放送しているラジオチャリティー番組。
- ラジオ時報CM 平日21時／週末18時〜21時（JFN）、2025年3月 -

※提供クレジットは「（アポロマーク）idemitsu」として表示されている。

#### 過去
- 日本テレビ火曜8時枠時代劇（日本テレビ系列）
- メントレG（フジテレビ系列）
- マジカル頭脳パワー!!（日本テレビ系列） ※後任はNTT
- 謎を解け!まさかのミステリー（日本テレビ系列）
- 爆笑問題のバク天!（TBS系列）
- カーグラフィックTV（テレビ朝日系列）
- クイズプレゼンバラエティー Qさま!!（テレビ朝日系列）
- JNNニュースデスク（TBS系列）
- news23（TBS系列）
- 地球発19時（毎日放送制作・TBS系列）
- クイズ!ヘキサゴンII（フジテレビ系列）
- 超逆境クイズバトル!! 99人の壁（フジテレビ系列）
- 特捜9（3rd Season）（テレビ朝日系列、富山テレビ、福井放送、山陰放送、テレビ高知、テレビ宮崎）
- 満天☆青空レストラン（日本テレビ系列）
- 人生の楽園（テレビ朝日系列）
- 出没!アド街ック天国（テレビ東京系列）
- 日経スペシャル 未来世紀ジパング〜沸騰現場の経済学〜（テレビ東京系列）
- だんトツ!!平成キング→ザ!鉄腕!DASH!!（日本テレビ系列） ※2011年からは同業者のENEOSに交代。
- 天才!志村どうぶつ園（日本テレビ系列） ※後半ナショナルスポンサー
- ニュースプラス1いわて（テレビ岩手）
- 相葉マナブ（テレビ朝日系列）
- SHELLY GO ROUND（ニッポン放送）
- 三宅裕司のサンデーヒットパラダイス（ニッポン放送）
- ネットワークトゥデイ（TBSラジオ）
- 出光ゼアスステーション ヒッツインモーション（TOKYO FM・JFN系列）
- apollostation Drive Discovery PRESS（同上）

など多数。

## 不祥事や諸問題
- 出光タンカー廃油投棄事件 - 1980年（昭和55年）
  - 出光のタンカーが洋上に廃油を不法投棄していた事件が発覚した。出光は原油を運んだ空きのタンカーに廃油を積み込んで洋上で投棄していた。当時、国会でも海洋汚染の問題として取り上げられた。
- 公害防止協定の虚偽報告 - 2003年（平成15年）
  - 愛知製油所において、愛知県および知多市との公害防止協定に基づく報告データを虚偽報告した。
  - 2003年（平成15年）1月から2005年（平成17年）12月までの3年間、愛知県および知多市に報告した管理項目の報告データ1,454件中584件において測定データと異なっており、報告値を改ざんしていた。
  - 虚偽報告のうち、ばいじん総排出量1件、ばいじん濃度16件の協定値超過であった。ばいじん濃度16件中2件は「大気汚染防止法」および「電気事業法」の規制値を超過していた。
  - 本事件は、電気事業法に関する中部近畿産業保安監督部の立入り検査（2006年（平成18年）2月22日）中、過去のばい煙管理項目について整合の取れない記録が確認されたことを契機に社内調査した結果判明した。
- 北海道製油所の火災不届け事件 - 2003年（平成15年）
  - 北海道苫小牧市の製油所における火災を消防署に届けず、報道された。

## その他
- 1919年（大正8年）、酷寒の地・満州で車軸油が凍結し、貨車のトラブルが続出していた南満州鉄道に「2号冬候車軸油」を納入することにより、事故を一掃した。1927年（昭和2年）満鉄創立20周年のときに、感謝状と銀杯が贈られている[77]。
- 朝日放送の人気番組『探偵!ナイトスクープ』に「アポロマークの首から下はどんな感じなのか調べてほしい」という依頼が送られたことがある。同番組のチーフ構成作家・百田尚樹は、後に創業者の出光佐三と日章丸事件をモデルとした小説「海賊とよばれた男」を著している[注釈 31]。「海賊とよばれた男」は後に実写映画化された。

## 書籍

### 関連書籍
- 『二つの人生』（著者:出光計助）（1986年8月5日、講談社）ISBN 9784062028417
- 『人間尊重の事業経営』（著者:出光興産株式会社社長室）（1994年3月1日、春秋社）ISBN 9784393685013
- 『出光のTPM 全員参加の製油所経営』（編者:出光興産）（1994年3月20日、日本プラントメンテナンス協会/日本能率協会マネジメントセンター）ISBN 9784889560985
- 『海賊とよばれた男(上)』（著者:百田尚樹）（2012年7月13日、講談社）ISBN 9784062175647
- 『海賊とよばれた男(下)』（著者:百田尚樹）（2012年7月13日、講談社）ISBN 9784062175654
- 『出光興産の自己革新 一橋大学日本企業研究センター研究叢書4』（著者:橘川武郎 島本実 鈴木健嗣 坪山雄樹 平野創）（2012年12月24日、有斐閣）ISBN 9784641164017
- 『海賊とよばれた男 出光佐三の生き方』（著者:松本幸夫）（2013年8月23日、総合法令出版）ISBN 9784862803719
- 『「人の世界」と「物の世界」』（著者:出光佐三）（2014年2月22日、春秋社）ISBN 9784393333341